# Aeroportul Sayun
Aeroportul Sayun (IATA: GXF, ICAO: OYSY) este un aeroport din Say'un, Guvernoratul Hadhramaut, Yemen ce deservește zona Say'un.
Situat la o altitudine de 639 m, aeroportul dispune de o singură pistă.